# Lachnerstraße (Karlsruhe)
Die Lachnerstraße in Karlsruhe ist eine Innenstadtstraße in der Oststadt. Sie führt von der Durlacher Allee nach Süden durch die Gottesaue über die Gottesauer Straße bis zur Frühlingstraße, an der sie endet.

## Namensgeber
Die Straße ist nach dem Komponisten, Dirigenten und Musikpädagogen Vinzenz Lachner (1811–1893), dem jüngeren Bruder von Franz Lachner, benannt, der seine letzten zwanzig Lebensjahre in Karlsruhe verbrachte.

## Bebauung
An der Lachnerstraße stehen zwei denkmalgeschützte Häuser:
- Nr. 8: Mietwohnhaus, 1894 von Johann Brannath für den Kaufmann Wilhelm Neck
- Nr. 17: Mietwohnhaus, erbaut 1904/05 von Karl Kreutz